# 和布克赛尔蒙古自治县
和布克赛尔蒙古自治县（衛拉特托忒文：ᡍᡆᡋᡆᡎ᠋ᠰᠠᠠᡅᠷᡅ
ᡏᡆᡊᡎᡆᠯ
ᡄᡋᡄᠷᡄᡃᠨ
ᠴᠠᠰᠠᡍᡇ
ᠱᡅᡕᠠᠨ，轉寫：，哈薩克語：，維吾爾語：ئاپتونوم ناھىيىسى قوبۇقسار موڭغۇل‎），有時也用舊名和丰县稱呼，是新疆维吾尔自治区塔城地区下辖的一个自治县。
全县面积28799平方公里，人口約6.2万。自治县人民政府驻和布克赛尔镇。居民有蒙古（约占总人口的40%-50%）、哈萨克、汉，维吾尔，回等民族。

## 歷史
和布克赛尔县因和布克河、赛尔山（萨吾尔山）而得名。“和布克”系蒙语，其为“梅花鹿”；赛尔山山形似马背，“赛尔”系马背的意思。
县境在先秦时期是塞种人的游牧地，秦汉时期为乌孙、匈奴等古游牧民族的属地。西汉时期為乌孙国，属西域都護府轄。东汉三国时期，因西域天山南北诸国互相攻伐合并，县境归入车师后国。晋朝时为鲜卑辖地。南北朝时期先后属柔然汗国、突厥汗国和西突厥。
唐显庆二年（657年），唐朝消灭西突厥汗国，县境属唐昆陵都护府。贞元五年（789年），吐蕃联合葛逻禄，攻陷北庭都护府，县境为葛逻禄所有。元和三年（808年），回纥汗国统一天山南北，县境属回纥。开成五年（840年），回纥汗国崩溃，县境属黠戛斯汗国。後属喀喇汗王朝。
1127年，为西辽所辖。1218年，归属蒙古帝国。1225年，为成吉思汗三子窝阔台汗的封地，蒙哥在位时归别失八里行省。元至元十七年（1280年），归阿力麻里行省。泰定帝时归入察合台汗國。1370年，归属东察合台汗国。15世纪成为瓦剌的游牧地。1636年巴图尔珲台吉即位后，迅速统一了新疆北部地区的卫拉特各部，以霍博克赛里为大本营。1639-1643年，巴图尔珲台吉在今和布克赛尔县城东南5公里处修建城堡。
清乾隆二十三年（1758年），县境属伊犁将军属下塔尔巴哈台参赞大臣管辖，乾隆三十六年（1771年），从俄罗斯伏尔加河南岸回归的旧土尔扈特部进驻霍博克赛里。九月，乾隆帝封策伯克多尔济为和硕布延图亲王，掌管北路旧土尔扈特旗，属乌讷恩素珠克图北路盟。
民国成立后，逐渐开始设县。民国四年（1915年），在今和什托洛盖镇设县佐，隶属沙湾县。民国十八年（1929年），和什托洛盖县佐改称设治局。民国二十二年（1933年），塔城道改行政区，和什托洛盖设治局隶属塔城行政区。民国三十一年（1942年），改和什托洛盖设治局为和丰设治局。民国三十三年（1944年），设治局改为和丰县，迁至现今和布克赛尔镇。
中共建政后，该地推行民族区域自治制度。1954年9月10日，成立和布克赛尔蒙古自治区（县级）。1955年2月，改称和布克赛尔蒙古自治县。

## 人口
2020年末，根据第七次人口普查数据显示和布克赛尔蒙古自治县常住人口为6.1785万人，城镇化率为68.96%，常住人口户数为2.3529万户。

## 地理
和布克赛尔蒙古自治县位于准噶尔盆地西北部，隶属于新疆维吾尔自治区塔城地区。县境东与福海县毗邻，南面在准噶尔盆地的腹地与昌吉市、玛纳斯县、呼图壁县、沙湾县接壤，西南接克拉玛依市，西部以白杨河为界，与托里县、额敏县接壤，北连吉木乃县。地势北高南低，最高点为北部的赛尔山木斯套峰，海拔3835米，最低点为南部的玛纳斯湖，海拔249米。和布克赛尔县有白杨河、和布克河2条主要河流，白杨河是县境内最大的一条河，为和布克赛尔县与额敏县、托里县的界河，发源于铁布克山南麓，由北向南注入克拉玛依市境内，最后流进艾里克湖，全长200多公里。和布克河是县境内第二条大河，发源于哈同山北麓，在夏孜盖南部的准噶尔盆地的戈壁沙漠中分散消失，长约134公里。
和布克赛尔蒙古县地处内陆，远离海洋，属大陆性北温带干旱气候，由于纬度及地形的差异，和布克赛尔县分为两个大的不同气候区。北部山地气候区年平均气温只有3.1℃~3.5℃，无霜期仅135天左右；降水量在150毫米左右；积雪不稳定，有明显的冬季逆温层，有利于牲畜越冬和喜凉作物的生长，春秋多有偏西大风，常受风灾之害。南部平原气候区热量丰富，年平均气温7.0℃~7.3℃，光照充足，无霜期180~190天，年平均降水只有88.5毫米，蒸发量大，夏季炎热，有干热风之害，冬季严寒，降雪少，积雪薄。

## 行政区划
和布克赛尔蒙古自治县下辖2个镇、6个乡：
和布克赛尔镇、和什托洛盖镇、夏孜盖乡、铁布肯乌散乡、查干库勒乡、巴音傲瓦乡、莫特格乡、查和特乡、伊克乌图布拉格牧场、那仁和布克牧场、巴尕乌图布拉格牧场、布斯屯格牧场和新疆屯鑫能源开发有限公司。

## 旅游
- 敖包特庙：敖包特庙位于县城内，是自治县境内最大的喇嘛庙。伊寧叛亂時遭到叛軍嚴重毀壞，文革时期被完全摧毀，現存的庙是2003年在原址上重建的。
- 巴音溫都尔敖包：位于和布克赛尔蒙古自治县县城以西，又名独山敖包，得名于此地突兀耸立的巴音溫都尔山，四周为广阔的戈壁草原，除此之外再无他山，因此又名独山。

## 遺址
- 道尔本厄鲁特古城遗址：位于和布克赛尔蒙古自治县县城以东5km处，距318省道1公里。道尔本厄鲁特古城遗址为方形，规模为500 X 500平方米，古城城墙为土墙，高5.2米，底宽8米，顶宽5米。看可分为墙皮和墙芯两部分，墙皮用上坯砌成，土坯长0.4米，宽0.25米，厚0.11米墙芯为夯筑，夯层0.15米，跨度4米。城墙土坯为灰黑色。 [5]
- 哈同山岩画：哈同山岩画位于和布克赛尔蒙古自治县县城西南，哈同山岩画大部分分布于哈同山山北坡前冰啧物中的花岗岩冰川漂砾上，共有几十处。岩画一般刻在漂砾的光滑断面上，断而面积因漂砾不同而大小不一，一般为0.5-2 平方米。少数岩画分布于凝灰岩断面上。

## 特產
- 砖茶：蒙古族视砖茶为饮食之上品，一日三餐均不能没有茶。砖茶又称蒸压茶（俗称边销茶），是紧压茶中比较有代表性的一种，以茶叶、茶茎，有时还配以茶末压制成的块状茶。砖茶根据原料和制作工艺的不同，可以分为黑砖茶、花砖茶、茯砖茶、米砖茶、青砖茶、康砖茶等几类。
- 马奶酒：马奶酒将马奶收贮于皮囊中，加以搅拌，数日后便乳脂分离，发酵成酒。马奶酒性温，有驱寒、舒筋、活血、健胃等功效。
- 手抓肉：手抓肉是蒙古族日常生活中肉食的主要吃法。做法是将肥嫩的绵羊宰杀，去头去蹄，洗净，卸成若干块，放入水中清煮，待水滚肉熟即取出，置于大盘中上桌，大家手拿蒙古刀大块大块地削着吃。因不用筷子，用手抓食而得此名。